# 李·诺瓦克
李·保羅·諾瓦克（英語：Lee Paul Novak，1988年9月28日—），英格蘭足球運動員，司職前鋒，效力於英格蘭足球甲組聯賽球會斯坎索普联。

## 球員生涯

### 早期
李·诺瓦克生於泰恩河畔纽卡斯尔，自小就是纽卡斯尔联球迷。诺瓦克曾效力沃爾森德男生隊的青年軍，但在格雷纳展開其職業生涯，2007年8月與隊友轉投英格蘭北部超級聯賽纽卡斯尔藍星，並在對奧森特的賽事中大演帽子戲法.。效力纽卡斯尔藍星期間曾到訪斯托克港和普雷斯顿試腳，但失敗而回。2008年7月，球會應他本人要求掛牌出售，該球季他共打進了27球。他曾考慮轉向澳洲發展，但最終被盖茨黑德以3,500鎊簽下。

### 盖茨黑德
诺瓦克在盖茨黑德的表現出色，11月1日作客對海德的比賽中攻進四球，以5-2取勝，其中三球更是三分鐘內完成。18天後主場對林恩国王的比賽中再次上演帽子戲法，助球隊以3-2取勝，而他更當選為議會北部聯賽11月最佳球員。2009年1月，哈德斯菲尔德簽下21場17球的诺瓦克，轉會費為5萬鎊，另有10萬鎊附加條款，而诺瓦克須以外借方式留隊至季末。之後他上場17次打進11球，並助球隊打入晉級附加賽決賽，以1-0擊敗AFC泰福特聯晉級至議會全國聯賽參賽。诺瓦克以26球成為該季的神射手，並當選為球會年度最佳球員。

### 哈德斯菲爾德
2009年7月的季前熱身賽對纽卡斯尔联賽事中，因與法布里西奥·科洛奇尼打架而受到媒體關注。他首次替球隊上場是2009年8月8日對绍森德，以替補入式上場並取得助攻。三天後的英格蘭聯賽盃對斯托克港首次以先發身份上場並以3-1取勝。8月18日，他主射點球進球助球隊7-1大勝布莱顿。之後他與拍擋乔丹·罗德斯一起鞏固了自己的先發位置。11月24日至12月12日的四場英甲比賽他都取得進球。3月13日對诺里奇城比賽中因膝傷而退下並缺席之後的五場比賽。復出後的他在四場比賽中均以替補方式上場，其中三球更是在傷停補時攻進。诺瓦克整個賽季聯賽共上場38次打進12球，球隊以第7名完成並參加晉級附加賽，但被米尔沃尔淘汰。該賽季他在球隊進球球員中排名第三，僅次於16球的乔丹·罗德斯和23球的西奧·罗宾逊。季後他續約至2013年夏天。
诺瓦克因肌腱拉傷而缺席了2010/11球季中段。整個賽季他上場39次但只攻入5球，並參加了晉級附加賽半決賽對伯恩茅斯的兩個回合.，並在PK大戰中成功射入一球。在決賽中他只是未有上場的替補成員，球隊不敵彼得伯勒联而未能晉級至英冠。
2011/12球季，诺瓦克並沒有受到任何傷患影響。該球季首次上場是在8月9日英格蘭聯賽盃第一輪對韦尔港，他攻入兩球並以4-2取勝。雖然球會主教練變為西蒙·加利臣，他仍能保持先發位置，全季上次49次攻入17球並助球晉級至英冠。
自球隊晉級至英格蘭足球冠軍聯賽後，縱使诺瓦克的狀態不穩，但對球隊仍有一些貢獻，尤其是最後兩場聯賽對布里斯托尔城和巴恩斯利助球隊保級成功。球會自2012年10月便開出一份新合約，但诺瓦克並沒有簽署，並在季後約滿離隊。

### 伯明翰城
2013年5月21日，诺瓦克追隨前哈德斯菲爾德教練李爾·奇勒轉投伯明翰城，合約為期三年。首次代表球會上場是在球季首個賽日對沃特福德，以1-0落敗。12月29日對布莱克本流浪者比賽中攻入兩球，助球隊以3-2取勝。

## 榮譽
個人
- 英格蘭足球議會北部聯賽每月最佳球員：2008年11月
- 盖茨黑德年度最佳球員：2008–09

盖茨黑德
- 英格蘭足球議會北部聯賽晉級附加賽：2009

哈德斯菲爾德
- 英格蘭足球甲級聯賽晉級附加賽：2012